# Lepthyphantes hissaricus
Lepthyphantes hissaricus är en spindelart som beskrevs av Andrei V. Tanasevitch 1989. Lepthyphantes hissaricus ingår i släktet Lepthyphantes och familjen täckvävarspindlar. Inga underarter finns listade i Catalogue of Life.